# 一電子近似
一電子近似（いちでんしきんじ、英: one electron approximation）：現実の系の電子は、他の電子、外部ポテンシャル（イオン芯など）からの相互作用を受ける。これはそのままでは多体問題であり、解析的に解くことは不可能で、数値的に解くには膨大な計算が必要となる。従って、多体問題を通常の電子状態計算手法（例：バンド計算など）で取り扱うことは事実上不可能である。
そこで、多体効果を有効な平均場に置き換え（→平均場近似、分子場近似）、その平均場ポテンシャルを電子が感じる一体問題と考える。この一電子のシュレーディンガー方程式を解くと、その固有関数としていくつかの軌道が求まる。これらの軌道に電子を詰めていくと電子配置が定まる。ある決まった電子配置に基づいて考えている多電子系の波動関数を作ることを一電子近似（一体近似ともいう）である。

## 様々な一電子近似の例

### ハートリー近似
一電子近似のうち最も簡単なのは、N電子系の波動関数をN個の軌道の積1個（ハートリー積）で表す近似である。この近似波動関数によるハミルトニアンの期待値が最小になるように軌道を決めたのがハートリー近似である。

### ハートリー・フォック近似
次に進んだ一電子近似としては、軌道にスピン関数をかけてスピン軌道を作り、N個のスピン軌道の積を反対称化した波動関数を用いる近似がある。この反対称化されたスピン軌道の積は1個のスレーター行列式で表される。この近似波動関数によるハミルトニアンの期待値を最小にするように軌道を決めたのがハートリー・フォック近似である。

## 多体効果を扱う方法
電子の多体効果を直接的に扱う方法としては、モンテカルロ法（変分モンテカルロ法、拡散モンテカルロ法などが利用される）によるアプローチなどがある。